# Taro i Jiro
Taro i Jiro (jap. タロ と ジロ Taro to Jiro; także:  タロウ と ジロウ Tarō to Jirō) – dwa japońskie psy pociągowe rasy sachaliński husky, które przeżyły samodzielnie zimę na Antarktydzie.

## Historia

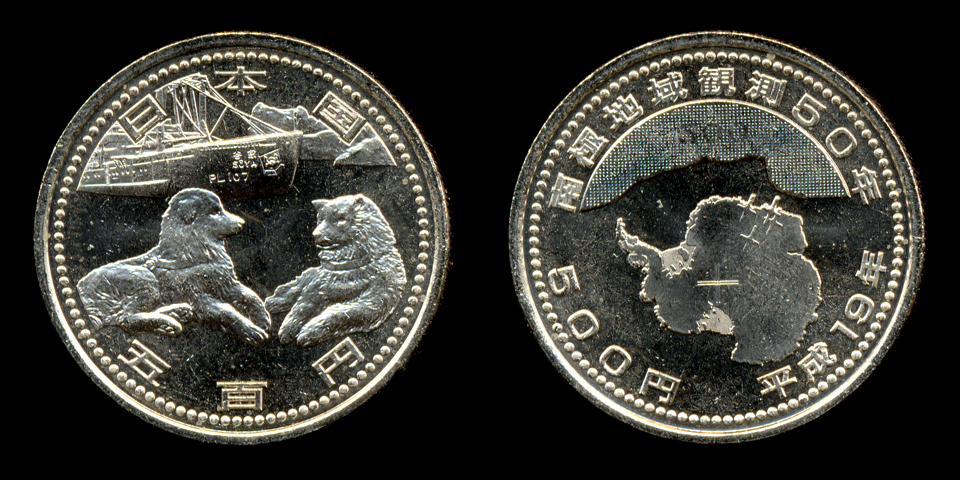
Psy i lodołamacz Sōya na monecie 500 jenowej

W 1958 roku statek "Sōya" przywiózł do stacji antarktycznej Syowa (Shōwa) drugą zmianę zimującą. Z powodu złych warunków atmosferycznych i lodowych, statek nie dotarł do samej bazy i wysadzenie polarników na lód okazało się niemożliwe. Poprzednią zmianę ewakuowano na statek helikopterem. Na stacji pozostawiono jednak piętnaście psów, używanych do ciągnięcia sań.
W roku 1959 Sōya znów przybyła na stację i znaleziono dwa żywe z pozostawionych rok wcześniej psów.

## Późniejsze losy
Psy dalej były używane do pracy na Antarktydzie. Jiro umarł na Antarktydzie w 1960 roku; zaś Taro został przewieziony na Uniwersytet Hokkaido w Sapporo, gdzie zmarł w 1970 roku, a jego ciało zostało poddane taksydermii.

## Oddźwięk w społeczeństwie
Zdarzenie odbiło się dużym echem w Japonii. Psom wystawiono kilka pomników (część z nich poświęcona jest całemu zaprzęgowi). Wydano poświęcony specjalnie im znaczek.
W 1983 powstał japoński film Nankyoku monogatari ("Opowieść o biegunie południowym") w reżyserii Koreyoshiego Kurahary, do którego muzykę skomponował Vangelis, a w 2006 amerykański film Przygoda na Antarktydzie.